# Paranoid (televíziós sorozat)
A Paranoid 2016-os angol krimi filmdráma sorozat. 
Egyesült Királyságban 2016 szeptember 22-én kezdte el sugározni az ITV, majd még ugyanebben az évben a Netflix is. Írója Bill Gallagher, rendezői Mark Tonderai, Kenny Glennan és John Duthie. A sorozat egy évadot ért meg csak, ami nyolc résszel büszkélkedhet. A főbb szerepekben Indira Varma, Robert Glenister és Dino Fetscher látható.
A történet középpontjában egy angol nyomozó csapat áll, akik egy kitalált városban, Woodmere-ben egy játszótéren meggyilkolt háziorvos halálának ügyét göngyölítik fel. A nyomozás részleteire fény derül, így bevonják a düsseldorfi kollégákat is.

## Cselekmény
Dr. Angela Benton egy helyi háziorvos, aki kisfiával egy játszótéren tartózkodik. Egy kapucnit viselő férfi tart feléjük, majd hirtelen megtámadja a nőt és késsel leszúrja. A nyomozó csapat tagjai: Nina Suresh, Alec Wayfield és Bobby Day. Kezdetben egy helyi mentális beteg férfit gyanúsítanak, Jacob Appley-t, akit Dr. Chris Crowley kezel, és aki próbál információkat megtudni a nyomozásról. Viszont Jacob meghal és testvére próbál megbizonyosodni arról, hogy a fivére ártatlan volt. Mindeközben megjelenik egy ismeretlen férfi, akit csak Szellemdetektívnek neveznek, aki apró információkat küld a csapatnak, hogy segítse a nyomozást. Angela volt barátját is holtan találják és kiderül, a két eset összefüggésben van egymással. Ekkor kérik a düsseldorfi nyomozók segítségét, hogy derítsék ki, mi áll a háttérben.

## Szereplők
- Indira Varma - Nina Suresh, woodmere-i nyomozó
- Robert Glenister - Bobby Day, woodmere-i nyomozó
- Dino Fetscher - Alec Wayfield, woodmere-i nyomozó
- Neil Stuke - Michael Niles, woodmere-i nyomozó
- Christiane Paul - Linda Felber, düsseldorf-i nyomozó
- Lesley Sharp - Lucy Cannonbury, főtanú Angela Benton halálánál
- Michael Maloney - Chris Crowley, pszichiáter
- Kevin Doyle – a Szellemdetektív
- Dominik Tiefenthaler -Walti Merian, düsseldorf-i nyomozó

## Epizódok
| # | Cím       | Rendező       | Író            | Premier              |
| --- | --------- | ------------- | -------------- | -------------------- |
| 1. | Episode 1 | Mark Tonderai | Bill Gallagher | 2016. szeptember 22. |
| Nina Suresh, Bobby Day és Alec Wayfield nyomozókat a meggyilkolt orvos, Angela Benton esetére állítják rá, akit egy játszótéren támadtak meg. Amikor elkezdenek kutakodni rájönnek, hogy sokkal összetettebb az ügy mint gondolnák. A gyanúsított Jacob Appley meghal, így új irányt vesz a nyomozás. Ekkor felbukkan a Szellemnyomozó, aki ad egy kis segítséget a vizsgálódáshoz. A nyomok Düsseldorfba vezetnek. A düsseldorfi nyomozó, Linda Felber az, aki további érdekességekre bukkan. |           |               |                |                      |
| 2. | Episode 2 | Mark Tonderai | Bill Gallagher | 2016. szeptember 29. |
| Linda megtalálja a doktornő volt párját, Rubent, aki szintén halott. Az angol nyomozók megakadnak és már a Szellemnyomozó által küldött információkkal sem látnak összefüggést és a Szellemnyomozó hátráltatja azzal a nyomozást, hogy elviszi a bizonyítékokat. Megtalálják a gyilkos fegyvert és kiderül, hogy Jacob ártatlan. Bobby és Alec üldözni kezdik a Szellemdektívet és Alec életeveszélybe kerül.                                                                                  |           |               |                |                      |
| 3. | Episode 3 | Mark Tonderai | Bill Gallagher | 2016. október 6.     |
| Alec kórházba került és meglátogatta a Szellemdetektív, aki információkat akar megtudni. A rendőrök biztosak abban, hogy Angelat a nála lévő papírok miatt gyilkolták meg. Linda Düsseldorfban kideríti, hogy Ruben halálának hetében beszélt egy Marquita nevű nővel, aki a megkeresésekor nagyon visszafogott volt. |           |               |                |                      |
| 4. | Episode 4 | Mark Tonderai | Bill Gallagher | 2016. október 13.    |
| Bobby Düsseldorfba utazik, ahol találkozik Lindával és Marqitaval. Közben Woodmereben Michael főfelügyelő akadályozza a Szellemdetektív kilétének felfedését. Sheri, Ruben amerikai barátnője elvezeti a nyomozókat Bairam Kocak drogdílerhez, aki azt mondja, hogy Ruben lopott gyógyszereket terjesztett a bandájában. |           |               |                |                      |
| 5. | Episode 5 | Kenny Gleenan | Bill Gallagher | 2016. október 20.    |
| Alec és Nina kikérdezi Stefant, a Szellemdetektívet, aki szerint azelőtt ölték meg Angelat, mielőtt kiderülnek egy gyógyszeripari cég titkai, akik lebénították a feleségét. Ezt a doktornő dokumentálta a tűzben elvesztett oldalakon. Nina elkapja a kapucnis embert, aki a tüzet okozta. Bobby és Linda meglátogatja a Rubent foglalkoztató gyógyszeripari céget. Főnöke nem különösebben segítőkész.                                                                                       |           |               |                |                      |
| 6. | Episode 6 | Kenny Gleenan | Bill Gallagher | 2016. október 27.    |
| Németországban a rendőrség megtudja, hogy Ruben félt egy Mainline nevű dologtól, míg Nina az elhunyt kapucnist egy osztrák zsoldosként azonosítja. A német és a brit csapatok áttörést hajtanak végre a kábítószer-vizsgálatok során. Bobby megijed, amikor sokkoló csomagot küldenek neki. Bobby-t letartóztatják. |           |               |                |                      |
| 7. | Episode 7 | John Duthie   | Bill Gallagher | 2016. november 3.    |
| Dr. Crowleyt, a pszichiátert letartóztatják, aki egyike a gyanúsítottaknak. Ő tagadja a bűnösségét és bizonyítékok hiányában el is engedik. A rendőrök nyomokat találnak, amik egy titkot is felfednek. Bobbyt kiengedik a börtönből. Nina felkeres egy ápolónőt, Caitlin Graece-t, aki részt vett a kábítószer vizsgálatokban. |           |               |                |                      |
| 8. | Episode 8 | John Duthie   | Bill Gallagher | 2016. november 10.   |
| Nina megtudja Caitlin Graece-től, hogy a németországi kábítószer-tárgyalásokon részt vevő buszvezető megölte magát és utasát és Linda nyomozásai más gyanúsítottakat is megneveznek. Dr. Crowleyt elrabolta az első gyanúsított testvére, hogy valljon be mindent. Linda nyomozási eredményei egybe forrnak a woodmere-i nyomokkal, így fény derül az összeesküvésre. |           |               |                |                      |